# Mathilde Alanicová
Mathilde Alanic (10. ledna 1864, Angers – 20. října 1948, Angers) byla francouzská spisovatelka.

## Životopis
Svou první knihu napsala v 11 letech. Pod pseudonymem Miranda vytvořila kolem třiceti sentimentálních románů. Za své knihy získala cenu Sobrier-Arnould od Académie française.
V jejím rodném městě jedna z ulic nese její jméno.

## Dílo (výběr)
- Norbert Dys, 1899
- Ma cousine Nicole
- La Gloire de Fonteclaire, 1907
- Les Espérances Collection Stella n°4
- Le maître du Moulin-Blanc
- Le mariage de Hoche
- Monette Collection Stella n°56
- La Petite Miette, 1911
- La Petite Guignolette
- Le Sachet de lavande, 1924
- Les roses fleurissent Plon 1933
- La Cinquième Jeunesse de Mme Ermance, 1944